# Xaybuathong
Xaybuathong hay Saybouathong (tiếng Lào: ເມືອງໄຊບົວທອງ) là một muang (mường, huyện) thuộc tỉnh Khammouan ở trung Lào .